# Златни павиљон (роман)
Златни павиљон (јап. 金閣寺 Kinkaku-ji) роман је јапанског књижевника Јукија Мишиме. Објављен је 1956. године. Роман спада у Мишимина најпознатија и најуспешнија остварења.
Роман приказује сложено патолошко стање Мизогућија, студента зен будизма, за време његових припрема за свештенички позив у храму Златни павиљон у Кјотоу. Мизогићи, ружан и муцав од детињства, временом почиње да гаји настрану љубомору према складном и недостижно лепом храму. Заплет романа је делимично заснован на истинитом догађају када је Хајаши Шокен, двадесетодвогодидшњи студент Одсека за кинески језик, намерно подметнуо пожар у храму Кинкаку-ђи, храму из 14. века и ремек-делу будистичке архитектуре, који има статус јапанског националног блага. Роман је на српски језик превео Дејан Разић.

## Заплет

### Детињство
Главни јунак Мизогући је син будистичког свештеника који болује од туберкулозе, живи и ради на удаљеном Кејпу Нариу, на северној обали Хоншуа. Током детињства живео је са ујаком у селу Шираку (師楽), близу Маизируа. Током детињства, отац га је уверавао да је Златни павиљон најлепша грађевина на свету, те храм постаје објекат његове маште. Усамљени дечак, из сиромашне породице, без пријатеља, почиње да машта о храму. Када се поморски кадет, који је посетио његову школу нашалио са њим, он му уништава ствари. Почиње да мрзи комшиницу Уико и након што је њен дечко, десничар, убије због издаје, Мизогучи је уверен да је његова клетва испуњена.
Његов болесни отац га први пут води у Златни павиљон у пролеће 1944. године и тамо га упознаје са главним Таиамом Досеном. Након смрти његовог оца, Мизогучи постаје аколит у храму. Његов пријатељ Кашиваги иде у средњу школу Ринзаи Академије, ради у фабрици и фасциниран је идејом да ће златни павиљон неизбежно бити спаљен до темеља.

### Пријатељство са Кашивагијем
Током зиме 1944–5 године, Храм посећује пијани амерички војник и његова трудна јапанска девојка. Он гура своју девојку у снег и наређује Мизогучију да јој гњечи желудац, дајући му две кутије цигарета у замену за то. Мизогучи иде унутра и показује кутије оцу Досену, коме је главу обријао ђакон. Отац Досен му се захваљује и каже му да је изабран за стипендију на Универзитету Отани.
Кашиваги се хвали својом способношћу да заведе жене, тако што их наводи да се осећају лоше због њега. Он показује његову методу Мизогучију тако што се претвара испред девојке.
У пролеће 1948. године Кашиваги га посећује у храму и даје му поклон. Мизогучи га води у своју кућу и док он прича причу о Нансену и мачку, Кашиваги почиње да склапа аранжман и каже да га је девојка научила да прави икебану.

### Непријатељство са оцем Дошеном
У јануару 1949. Мизогучи је шетао и помислио је да је видео оца Дошена са гејшом. То му је моментално одвукло пажњу, почео је да прати пса, изгубио га је, а потом је у задњој уличици спазио оца Дошена у изнајмљеном аутомобилу са гејшом. Био је толико изненађен да се гласно насмејао, а отац Дозен га је назвао будалом.

### Паљење павиљона
Коначно се сетио речи Ринзаироку: "Када упознате Буду, убијте Буду", и одлучио је да настави са својим планом. Улази у Кинкаку и пали бале. Трчи горе и покушава да уђе у павиљон, али врата су закључана. Чека на вратима два минута. Изненада осећајући да је славна смрт "одбила" њега, он се враћа из храма, гушећи се од дима, наставља да трчи и на брду под називом Хидари Даимоњи, на северу, баца арсен и нож, упали цигарету и гледа павиљон како гори.

## Ликови
- Мизогучи (溝口)
- Мизогучијев отац
- Мизогучијева мајка
- Уико (有為 子), девојка коју је "проклињао"
- Тсурукава (鶴 川), његов љубазни пријатељ, колега аколити
- Кашиваги (柏木), његов зли пријатељ, студент на Универзитету Отани
- Отац Таиама Досен, виши у Рокуон-ји
- Отац Куваи Зенкаи, који га је посетио (глава 10)
- амерички војник и његова девојка (глава 3)
- девојка коју је Кашиваги варао (глава 5)
- девојка из Кашивагијевог пансиона (глава 5)
- поморски кадет (глава 1)
- проститутка Марико (глава 9)

## Алузије и референце

### Алузије на друге радове
- Ринзаироку ( касни 9. век), свети текст Ринзаи Зен школе
- На кинеском се то зове Лињи-лу, Запис Лињија
- Мумонкан (無門 關, "The Gateless Gate", 1228)
- О злочинима и кажњавању, од Чезаре, Бекариа (pp. 9)

### Алузије на историју, географију и актуелну науку

#### Права прича
Име аколита је било Хајаши Јокен, а шогун је био Мураками Јикаи. Проститутка се звала Хеиа Теруко. Хајашијева мајка се бацила под воз убрзо након догађаја. Његова казна је смањена због шизофреније; пуштен је 29. септембра 1955. године, исте године када је почела обнова и умро је у марту 1956. године.. Цртежи у унутрашњости павиљона су обновљени много касније; чак и златни лист који је нестао пре 1950. године је замењен.
Мишима је сакупио информације које је могао, чак је и посетио Хајашија у затвору и као резултат роман прати стварну ситуацију.

## Филмска, телевизијска и позоришна адаптација

### Филм
- Ењо ( "Пожар", 1958), режирао га је Кон Ичигава, био је најбоље критички оцењен филм који је сниман по Мишимином роману.
- Кинкаку-ји (1976), режија Јоики Табакаши
- Одломак из књиге је адапатиран у једну епизоду у биографском филму о Мишимином животу „Мишима Живот у четири поглавља”

#### Остало
- Кинкаку-ји (1976), опера од Тоширо Мајузими
- Кинкаку-ји (2002), савремени плесни Кењи Каварасаки (Источна компанија)
- Кинкаку-ји (2011), а фаза адаптација С. Ламотеа, режија Амон Миамото (Канагава Арт Театар)
- Златни павиљон (2012), ансамбловски комад Карола Бефеа.